# Ansco

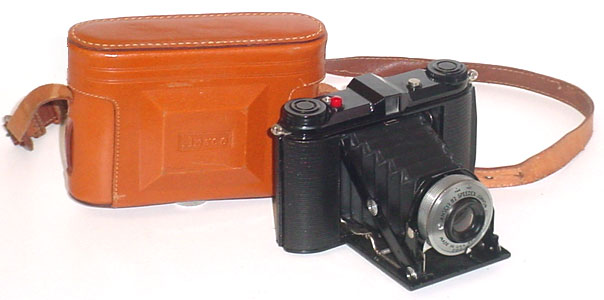
An Ansco B2 Speedex Junior

Ansco era el nom de marca d'una empresa estatunidenca especialitzada en la creació de pel·lícula fotogràfica amb seu a Binghamton, Nova York. Va produir pel·lícules fotogràfiques, papers i càmeres des de mitjans de 1800 fins a la dècada de 1980. També va vendre versions redissenyades de càmeres de tercers, incloent Agfa i Chinon. Un model Ansco Minolta incorporat va ser la primera càmera de 35 mm feta servir a l'espai exterior, així com la seva pel·lícula.